# Почётные граждане Екатеринбурга
Почётный граждани́н Екатеринбу́рга — почётное звание, присуждаемое властями города Екатеринбурга (Свердловска) за заслуги перед городом; «выражает высшую степень признательности жителей города».

## История
Практика присвоения подобных званий со второй половины XIX века стала распространяться во многих городах Российской империи. При этом данное звание необходимо различать с одноимённым сословием, учреждённым в 1832 году Николаем I и занимавшим положение между дворянством и купечеством. Принадлежность к сословию была, как и дворянство, личным или потомственным общественным статусом, звание же имело вид награды, к которой кандидаты в ходе специальной процедуры представлялись и утверждались Городской думой, городским головой, губернатором и императором. Обязательным было согласие самого кандидата. Первым почётным гражданином Екатеринбурга стал в 1877 году генерал Е. В. Богданович, занимавшийся, помимо военного дела, транспортным строительством и публицистикой по всей России; он также был почётным гражданином нескольких других городов.
При образовании СССР сословия были упразднены, присвоение званий почётных граждан также прекратилось. В 1960-х годах практика присвоения званий в стране стала возрождаться. В 1966 году исполком городского Совета утвердил «Положение о звании почётного гражданина города Свердловска»: кандидатуры к званию представляли трудовые коллективы, учреждения и общественные организации, лауреатам звания полагались льготы. Первым лауреатом стала А. Н. Бычкова, в 1929—1930 годах занимавшая пост председателя Горсовета.
После возвращения городу названия Екатеринбург первым почётным гражданином в 1991 году стал бывший главный тренер волейбольного клуба «Уралочка» Н. В. Карполь.
В настоящее время новые лауреаты объявляются ежегодно накануне Дня города. В современной формулировке звание «присваивается за особые заслуги или выдающиеся достижения в экономической, научно-технической, социальной, культурной и (или) иных сферах жизни общества, способствовавшие укреплению и развитию муниципального образования „город Екатеринбург“, росту его авторитета в Российской Федерации и за рубежом, получившие широкое общественное признание в городе и за его пределами, а также за проявленные мужество, смелость и отвагу».

## Списки
Полный реестр почётных граждан ведётся на сайте администрации Екатеринбурга Архивная копия от 3 марта 2014 на Wayback Machine. На 1 сентября 2018 года в списке числится 89 человек.
| До 1917 года | До 1917 года                                | До 1917 года                     | До 1917 года                                                  | До 1917 года | До 1917 года |
| Год          | Портрет                                     | Имя                              | Даты жизни                                                    | Род деятельности (на дату присвоения)                                                                                                 | #            |
| ------------ | ------------------------------------------- | -------------------------------- | ------------------------------------------------------------- | --- | ------------ |
| 1877         | Портрет Богдановича Евгения Васильевича     | Богданович Евгений Васильевич    | 26 февраля (10 марта) 1829 — 1 (14) сентября 1914             | Создатель одного из ранних проектов Сибирской железной дороги (будущей Транссибирской магистрали), а также инициатор её строительства | [ 3 ]        |
| 1896         | Портрет Витте Сергея Юльевича               | Витте Сергей Юльевич             | 17 (29) июня 1849 — 28 февраля (13 марта) 1915                | Российский государственный деятель | [ 4 ]        |
| 1897         | Герб Екатеринбурга 1783 г.                  | Кожевников Андрей Иванович       | 1849 — 11 (24) февраля 1911                                   | Глава Екатеринбургской конторы Государственного банка                                                                                 | [ 5 ]        |
| 1901         | Портрет Миславского Александра Андреевича   | Миславский Александр Андреевич   | 24 декабря 1828 (5 января 1829) — 28 ноября (11 декабря) 1914 | Хирург, физиолог, доктор медицины, один из основателей Уральского медицинского общества                                               | [ 6 ]        |
| 1903         | Портрет Хилкова Михаила Ивановича           | Хилков Михаил Иванович           | 6 (18) декабря 1834 — 8 (21) марта 1909                       | Российский государственный деятель, министр путей сообщения Российской империи                                                        | [ 7 ]        |
| 1911         | Портрет Столыпина Петра Аркадьевича         | Столыпин Пётр Аркадьевич         | 2 (14) апреля 1834 — 5 (18) сентября 1911                     | Российский государственный деятель | [ 8 ]        |
| 1913         | Портрет Тимашева Сергея Ивановича           | Тимашев Сергей Иванович          | 6 (18) июня 1858 — 20 января 1920 года                        | Российский государственный деятель, банкир и финансист                                                                                | [ 9 ]        |
| 1915         | Портрет Бубликова Александра Александровича | Бубликов Александр Александрович | 4 (16) мая 1875 — 29 января 1941 года                         | Инженер путей сообщения, депутат IV Государственной думы от Пермской губернии                                                         | [ 10 ]       |
| 1917         | Герб Екатеринбурга 1783 г.                  | Веймарн Пётр Петрович фон        | 5 (17) июля 1879 — 2 июня 1935 года                           | Российский физикохимик, первый ректор Горного института                                                                               | [ 11 ]       |
| 1917         |                                             | Иванов Филипп Антонович          | 11 (23) октября 1871 — 20 июля 1957 года                      | Управляющий заводами частного горного округа, член Государственного совета                                                            | [ 12 ]       |

| 1966—1987 гг. | 1966—1987 гг.                           | 1966—1987 гг.                   | 1966—1987 гг.                                       | 1966—1987 гг. | 1966—1987 гг. |
| Год           | Портрет                                 | Имя                             | Даты жизни                                          | Род деятельности (на дату присвоения) | #             |
| ------------- | --------------------------------------- | ------------------------------- | --------------------------------------------------- | --- | ------------- |
| 1966          |                                         | Бычкова Анна Николаевна         | 6 (18) июня 1886 — 5 июля 1985 года                 | Председатель Свердловского горсовета (1929—1930) | [ 13 ]        |
| 1967          | Герб Свердловска 1973 г.                | Расковалов Василий Иванович     | 1904 — 1979                                         | Бригадир каменщиков треста «Свердловскпромстрой» | [ 14 ]        |
| 1967          | Герб Свердловска 1973 г.                | Ренева Тамара Григорьевна       | 18 (31) марта 1913 — 18 ноября 2002 года            | Заведующая кафедрой госпитальной терапии СГМИ | [ 15 ]        |
| 1967          | Портрет Стениной Валентины Сергеевны    | Стенина Валентина Сергеевна     | род. 29 декабря 1934 года                           | Двукратная серебряная медалистка зимних ОИ, многократная чемпионка мира по скоростному бегу на коньках, заслуженный мастер спорта СССР (1960)                              | [ 16 ]        |
| 1967          |                                         | Финогенов Максим Константинович | 25 января 1925 года — 17 сентября 1988 года         | Старший вальцовщик листопрокатного цеха Верх-Исетского металлургического завода                                                                                            | [ 17 ]        |
| 1967          | Герб Свердловска 1973 г.                | Храмцов Александр Иванович      | 10 мая 1921 года — 19 ноября 2004 года              | Зуборезчик Уралмашзавода имени С. Орджоникидзе, Герой Социалистического Труда (1966)                                                                                       | [ 18 ]        |
| 1973          | Портрет Дуракова Николая Александровича | Дураков Николай Александрович   | 5 декабря 1934 года — 9 марта 2024 года             | Хоккеист СКА (Свердловск), семикратный чемпион мира по хоккею с мячом, заслуженный мастер спорта СССР (1963)                                                               | [ 19 ]        |
| 1973          | Герб Свердловска 1973 г.                | Изюров Михаил Иванович          | 29 ноября 1924 года — 14 апреля 1984 года           | Машинист-инструктор локомотивного депо Свердловск-Сортировочный | [ 20 ]        |
| 1973          | Герб Свердловска 1973 г.                | Лёвин Иван Иванович             | 25 июля (7 августа) 1910 — 28 января 1991 года      | Директор завода «Пневмостроймашина» | [ 21 ]        |
| 1973          |                                         | Сыромятников Николай Иванович   | 9 (22) декабря 1914 — 9 апреля 1984 года            | Профессор, заведующий кафедрой теоретической теплотехники теплотехнического факультета УПИ им. С. М. Кирова, Герой Советского Союза (1943)                                 | [ 22 ]        |
| 1973          |                                         | Охлупин Леонид Давыдович        | 14 (27) апреля 1915 — 25 апреля 1983 года           | Актёр Свердловского государственного театра драмы, народный артист РСФСР (1971)                                                                                            | [ 23 ]        |
| 1973          | Герб Свердловска 1973 г.                | Поздняков Владимир Иванович     | 17 (30) августа 1909 — 16 февраля 2002 года         | Управляющий трестом «Уралэлектромонтаж», Герой Социалистического Труда (1966)                                                                                              | [ 24 ]        |
| 1973          | Герб Свердловска 1973 г.                | Протасова Татьяна Павловна      | 27 января 1924 года — 25 ноября 2000 года           | Завуч средней школы № 5, заслуженный учитель РСФСР | [ 25 ]        |
| 1973          |                                         | Сорокина Надежда Григорьевна    | 2 августа 1918 года — 26 июля 1992 года             | Заведующая хирургическим отделением городской клинической больницы № 27, заслуженный врач РСФСР                                                                            | [ 26 ]        |
| 1973          | Герб Свердловска 1973 г.                | Уфимцев, Николай Григорьевич    | 27 ноября 1923 года — 26 января 2000 года           | Токарь-карусельщик Уральского завода химического машиностроения, Герой Социалистического Труда (1971)                                                                      |               |
| 1973          |                                         | Химич, Георгий Лукич            | 22 ноября (5 декабря) 1908 — 9 мая 1994 года        | Главный конструктор прокатного оборудования Уралмашзавода имени С. Орджоникидзе, Герой Социалистического Труда (1958)                                                      |               |
| 1975          | Герб Свердловска 1973 г.                | Пушкарев, Алексей Алексеевич    | 15 марта 1915 года — 28 ноября 1988 года            | Председатель исполкома Свердловского городского Совета депутатов трудящихся (03.1965—26.06.1975)                                                                           |               |
| 1978          | Кузнецов Николай Иванович               | Кузнецов Николай Иванович       | 14 (27) июля 1911 — 9 марта 1944 года               | Разведчик, член отряда специального назначения «Победители», Герой Советского Союза (1944)                                                                                 |               |
| 1978          | Герб Свердловска 1973 г.                | Лазарев, Василий Григорьевич    | 23 февраля 1928 года — 31 декабря 1990 года         | Командир группы орбитальных кораблей и станций 1-го НИИЦПК имени Ю. А. Гагарина, лётчик-космонавт СССР (1973), Герой Советского Союза (1973)                               |               |
| 1978          | Лелюшенко Дмитрий Данилович             | Лелюшенко, Дмитрий Данилович    | 20 октября (2 ноября) 1901 — 20 июля 1987 года      | Командующий войсками УрВО (1958—1960), дважды Герой Советского Союза (1940, 1945)                                                                                          |               |
| 1978          | Герб Свердловска 1973 г.                | Палев, Евгений Сергеевич        | 10 июня 1936 года — 30 октября 2010 года            | Бригадир монтажников СУ-28 Свердловского ДСК |               |
| 1978          | Герб Свердловска 1973 г.                | Соловьёв Александр Алексеевич   | 12 (25) апреля 1914 — 4 ноября 1998 года            | Директор Уральского электромеханического завода, Герой Социалистического Труда (1971)                                                                                      |               |
| 1980          |                                         | Радзевич, Надежда Борисовна     | род. 10 марта 1953 года                             | Волейболистка ВК «Уралочка», олимпийская чемпионка (1980), заслуженный мастер спорта СССР (1980)                                                                           |               |
| 1980          | Герб Свердловска 1973 г.                | Коростелёва, Ольга Фёдоровна    | род. 24 августа 1954 года                           | Баскетболистка ЖБК «Уралмаш», двукратная олимпийская чемпионка (1976, 1980), заслуженный мастер спорта СССР (1976)                                                         |               |
| 1980          |                                         | Одинцов, Михаил Петрович        | 18 ноября 1921 года — 12 декабря 2011 года          | Генерал-полковник авиации, дважды Герой Советского Союза (1944, 1945), советский писатель                                                                                  |               |
| 1980          |                                         | Сильченко, Николай Кузьмич      | 3 мая 1919 года — 15 октября 2010 года              | Командующий войсками УрВО (май 1970 — май 1980) |               |
| 1981          | Герб Свердловска 1973 г.                | Корсукова, Лидия Петровна       | 30 мая 1939 года — 3 июля 2018 года                 | Сборщица обуви производственного объединения «Уралобувь» |               |
| 1981          | Герб Свердловска 1973 г.                | Топорков, Степан Андреевич      | 27 декабря 1925 года — 16 сентября 2003 года        | Токарь Уральского завода тяжёлого электротехнического машиностроения имени В. И. Ленина, Герой Социалистического Труда (1971)                                              |               |
| 1983          |                                         | Бурков, Игорь Александрович     | 4 февраля 1933 года — 18 декабря 2007 года          | Модельщик Уральского завода тяжёлого машиностроения имени С. Орджоникидзе производственного объединения «Уралмаш», полный кавалер ордена Трудовой Славы (1976, 1981, 1983) |               |
| 1983          |                                         | Курочкин, Владимир Акимович     | 7 мая 1922 года — 19 марта 2002 года                | Главный режиссёр Свердловского театра музыкальной комедии, народный артист СССР (1978)                                                                                     |               |
| 1984          | Герб Свердловска 1973 г.                | Вонсовский, Сергей Васильевич   | 20 августа (2 сентября) 1910 — 11 августа 1998 года | Заместитель директора Ордена Трудового Красного Знамени Института физики металлов АН СССР, академик АН СССР (1966), Герой Социалистического Труда (1969)                   |               |
| 1986          | Герб Свердловска 1973 г.                | Калинин, Виталий Александрович  | род. 5 декабря 1935 года                            | Машинист завалочной машины сталеплавильного цеха Верх-Исетского металлургического завода, Герой Социалистического Труда (1985)                                             |               |
| 1986          | Герб Свердловска 1973 г.                | Брезгунов, Владимир Петрович    | 5 февраля 1929 года — 2 декабря 1995 года           | Бригадир токарей-карусельщиков Уральского завода тяжёлого электротехнического машиностроения имени В. И. Ленина, Герой Социалистического Труда (1986)                      |               |
| 1987          | Герб Свердловска 1973 г.                | Дедюхин, Леонид Степанович      | 15 мая 1937 года — 20 января 2004 года              | Фрезеровщик Свердловского машиностроительного завода имени М. И. Калинина, Герой Социалистического Труда (1985)                                                            |               |
| 1987          |                                         | Красовский, Николай Николаевич  | 7 сентября 1924 года — 4 апреля 2012 года           | Главный научный сотрудник Института математики и механики УрО АН СССР, академик АН СССР (1968), Герой Социалистического Труда (1974)                                       |               |
| 1987          | Герб Свердловска 1973 г.                | Федотовских Фаина Васильевна    | 4 сентября 1933 года — 13 января 2004 года          | Птичница Свердловской птицефабрики, Герой Социалистического Труда (1975)                                                                                                   |               |

| С 1991 года | С 1991 года                     | С 1991 года                     | С 1991 года                                 | С 1991 года | С 1991 года |
| Год         | Портрет                         | Имя                             | Даты жизни                                  | Род деятельности (на дату присвоения) | #           |
| ----------- | ------------------------------- | ------------------------------- | ------------------------------------------- | --- | ----------- |
| 1991        |                                 | Карполь Николай Васильевич      | род. 1 мая 1938 года                        | Главный тренер женской волейбольной сборной СССР, двукратного олимпийского чемпиона (1980, 1988)                                                                                           | [ 27 ]      |
| 1992        | Герб Свердловска 1973 г.        | Шарков, Александр Николаевич    | род. 11 января 1931 года                    | Генеральный директор завода «Уралтрансмаш» | [ 27 ]      |
| 1993        | Крапивин Владислав Петрович     | Крапивин Владислав Петрович     | 14 октября 1938 года — 1 сентября 2020 года | Писатель, руководитель детского отряда «Каравелла» | [ 27 ]      |
| 1993        | Герб Свердловска 1973 г.        | Баева Вера Михайловна           | род. 29 марта 1936 года                     | Солистка Свердловской государственной филармонии, народная артистка СССР (1986) | [ 27 ]      |
| 1993        | Герб Свердловска 1973 г.        | Спектор, Семен Исаакович        | род. 25 июля 1936 года                      | Начальник Свердловского областного психоневрологического госпиталя для ветеранов войн | [ 27 ]      |
| 1993        | Герб Свердловска 1973 г.        | Большаков Владимир Николаевич   | род. 21 сентября 1934 года                  | Директор Института экологии растений и животных УрО РАН | [ 27 ]      |
| 1995        | Герб Свердловска 1973 г.        | Корнилов Иван Михайлович        | 22 февраля 1912 года — 27 апреля 1998 года  | Директор Уральского оптико-механического завода (1961—1986) | [ 27 ]      |
| 1995        | Герб Свердловска 1973 г.        | Поличкин Александр Петрович     | 5 (18) мая 1910 — 6 февраля 1999 года       | Главный балетмейстер Свердловского театра музыкальной комедии (1943—1983), основатель и руководитель народного ансамбля танца «Сказ», народный артист РСФСР (1979)                         | [ 27 ]      |
| 1996        | Герб Свердловска 1973 г.        | Савинов Алексей Ефремович       | 7 апреля 1930 года — 14 сентября 2007 года  | Директор треста «Свердловскгражданстрой» | [ 27 ]      |
| 1997        | Герб Свердловска 1973 г.        | Антониади Валерий Георгиевич    | род. 30 декабря 1940 года                   | Генеральный директор Уральского компрессорного завода | [ 27 ]      |
| 1998        | Герб Екатеринбурга              | Архипов Константин Евгеньевич   | 2 апреля 1946 года — 13 мая 2006 года       | Глава администрации Ленинского района | [ 27 ]      |
| 1998        | Герб Екатеринбурга              | Родыгин Евгений Павлович        | 16 февраля 1925 года — 19 июля 2020 года    | Композитор | [ 27 ]      |
| 1998        | Герб Екатеринбурга              | Бизюков Алексей Петрович        | 10 мая 1929 года — 4 апреля 2024 года       | Генеральный директор ОАО «Уралгипротранс» | [ 27 ]      |
| 1999        | Чернецкий Аркадий Михайлович    | Чернецкий Аркадий Михайлович    | род. 8 мая 1950 года                        | Глава города Екатеринбурга | [ 27 ]      |
| 2000        | Герб Екатеринбурга              | Шулутко, Михаил Львович         | 29 сентября 1925 года — 28 марта 2004 года  | Научный руководитель Свердловского областного пульмонологического центра | [ 27 ]      |
| 2001        | Герб Екатеринбурга              | Стамбульчик Александр Львович   | 29 октября 1928 года — 19 февраля 2013 года | Начальник ЗАО «СМУ-3», заслуженный строитель РСФСР (1991) | [ 27 ]      |
| 2001        | Герб Екатеринбурга              | Худякова Лидия Александровна    | род. 21 мая 1926 года                       | Директор Объединённого музея писателей Урала | [ 27 ]      |
| 2002        | Герб Екатеринбурга              | Яламов Эдуард Спиридонович      | 3 декабря 1938 года — 21 июля 2005 года     | Генеральный директор ФГУП «ПО „Уральский оптико-механический завод“» | [ 27 ]      |
| 2003        | Герб Екатеринбурга              | Желтоножко Валентина Мефодьевна | род. 1 августа 1938 года                    | Директор гимназии № 9 | [ 27 ]      |
| 2003        | Герб Екатеринбурга              | Месяц Геннадий Андреевич        | род. 29 февраля 1936 года                   | Председатель УрО СССР/РАН (1987—1998), академик РАН (1991) | [ 27 ]      |
| 2003        | Герб Екатеринбурга              | Третьяков Владимир Евгеньевич   | 12 декабря 1936 года – 8 января 2021 года   | Ректор Уральского государственного университета им. А. М. Горького | [ 27 ]      |
| 2004        | Герб Екатеринбурга              | Титов Иван Александрович        | род. 2 сентября 1936 года                   | Директор Свердловского/Екатеринбургского метрополитена | [ 27 ]      |
| 2005        | Герб Екатеринбурга              | Россель Эдуард Эргартович       | род. 8 октября 1937 года                    | Губернатор Свердловской области | [ 27 ]      |
| 2006        | Герб Екатеринбурга              | Чепиков Сергей Владимирович     | род. 30 января 1967 года                    | Биатлонист, лыжник, двукратный олимпийский чемпион (1988, 1994), заслуженный мастер спорта СССР (1988)                                                                                     | [ 27 ]      |
| 2007        | Волович Виталий Михайлович      | Волович Виталий Михайлович      | 3 августа 1928 года — 20 августа 2018 года  | Художник, график, народный художник России (2016) | [ 27 ]      |
| 2008        | Герб Екатеринбурга              | Марчевский Анатолий Павлович    | род. 9 апреля 1948 года                     | Директор и художественный руководитель Екатеринбургского цирка, народный артист РСФСР (1984)                                                                                               | [ 27 ]      |
| 2008        | Виноградский Евгений Михайлович | Виноградский Евгений Михайлович | род. 11 октября 1946 года                   | Альпинист, обладатель титула «Снежный барс», пятикратный покоритель Эвереста, заслуженный мастер спорта СССР (1989)                                                                        | [ 27 ]      |
| 2008        | Герб Екатеринбурга              | Дабахов Сергей Иванович         | род. 24 марта 1939 года                     | Генеральный директор ОАО «Завод Уралтехгаз» / ОАО «Линде Уралтехгаз» | [ 27 ]      |
| 2008        |                                 | Татаркин Александр Иванович     | 11 марта 1946 года — 5 августа 2016 года    | Директор Института экономики УрО РАН, академик РАН (2006) | [ 27 ]      |
| 2009        | Герб Екатеринбурга              | Чупахин Олег Николаевич         | род. 9 июня 1934 года                       | Директор Института органического синтеза УрО РАН (1993—2004) | [ 27 ]      |
| 2010        | Козицын Андрей Анатольевич      | Козицын Андрей Анатольевич      | род. 9 июня 1960 года                       | Генеральный директор ОАО «Уральская горно-металлургическая компания» | [ 27 ]      |
| 2011        | Герб Екатеринбурга              | Шалимов Леонид Николаевич       | род. 24 августа 1946 года                   | Генеральный директор «НПО автоматики имени академика Н. А. Семихатова» | [ 27 ]      |
| 2012        | Герб Екатеринбурга              | Чарушин Валерий Николаевич      | род. 10 мая 1951 года                       | Председатель УрО РАН, академик РАН (2003) | [ 27 ]      |
| 2013        | Герб Екатеринбурга              | Гайдт Давид Давидович           | род. 7 сентября 1947 года                   | Генеральный директор ООО «Газпром трансгаз Екатеринбург» | [ 27 ]      |
| 2013        | Герб Екатеринбурга              | Родин Валерий Николаевич        | род. 1 мая 1952 года                        | Генеральный директор ОАО «Межрегиональная распределительная сетевая компания Урала» | [ 27 ]      |
| 2013        | Герб Екатеринбурга              | Фомин Виталий Васильевич        | 27 июня 1930 года — 16 ноября 2015 года     | заведующий кафедрой детских инфекционных болезней и клинической иммунологии ГБОУ ВПО «Уральская государственная медицинская академия»                                                      | [ 27 ]      |
| 2014        | Герб Екатеринбурга              | Вяткин Михаил Борисович         | род. 7 ноября 1949 года                     | Глава Департамента архитектуры, градостроительства и регулирования земельных отношений Администрации города Екатеринбурга                                                                  | [ 27 ]      |
| 2015        | Герб Екатеринбурга              | Карманов Рафаил Рашитович       | род. 30 июня 1954 года                      | Председатель спортивного клуба «Луч» | [ 27 ]      |
| 2016        | Камнев Павел Иванович           | Камнев Павел Иванович           | 14 ноября 1937 — 9 января 2023              | Генеральный директор — генеральный конструктор АО «Опытное конструкторское бюро „Новатор“», Герой Труда Российской Федерации (2016)                                                        | [ 27 ]      |
| 2017        | Герб Екатеринбурга              | Спектор, Яков Авдеевич          | 15 июня 1944 года — 10 февраля 2018 года    | Председатель Общественной палаты Екатеринбурга | [ 27 ]      |
| 2018        | Дацюк Павел Валерьевич          | Дацюк Павел Валерьевич          | род. 20 июля 1978 года                      | Хоккеист СКА Санкт-Петербург, олимпийский чемпион 2018, чемпион мира 2012 | [ 27 ]      |
| 2018        |                                 | Скуратов Сергей Николаевич      | род. 31 марта 1950 года                     | Генеральный директор авиакомпании «Уральские авиалинии» | [ 27 ]      |
| 2018        | Шахрин Владимир Владимирович    | Шахрин Владимир Владимирович    | род. 22 июня 1959 года                      | музыкант группы «Чайф» | [ 27 ]      |
| 2023        | Александр Васильевич Новиков    | Новиков Александр Васильевич    | род. 31 октября 1953 года                   | советский и российский певец, поэт, бард, музыкант, композитор, автор-исполнитель песен в жанре городского романса, художественный руководитель Уральского государственного театра эстрады | [ 28 ]      |

## Предложения
В 2014 году екатеринбургский гражданский Сенат обратил внимание на проблемы с систематизацией и смысловые перекосы сложившегося списка почётных граждан. В качестве характерного примера был приведен Пётр Столыпин, пробывший в городе всего 3 часа и 25 минут во время стоянки поезда. Было предложено начать работу над ретроспективным расширением списка с целью внесения в него максимального числа достойных горожан разных времён. В первом постановлении Сената на эту тему были названы литераторы П. П. Бажов, И. В. Кормильцев, Д. Н. Мамин-Сибиряк, архитектор М. П. Малахов, художник и актёр Е. М. Малахин (Старик Букашкин).
В июне 2023 года мэр Алексей Орлов предложил присвоить звание Андрею Симановскому, Фариду Абдрахманову, Сергею Москвину и Михаилу Ходоровскому.